# Neisser Loyola
Neisser Loyola Lavin (Cienfuegos, 28 luglio 1998) è uno schermidore cubano naturalizzato belga, specialista della spada.

## Biografia
È il figlio dello schermidore cubano Nelson Loyola.

## Carriera
Nel 2022 ha vinto la medaglia di bronzo nella spada individuale ai Mondiali de il Cairo.

## Palmarès
- Mondiali

Il Cairo 2022: bronzo nella spada individuale.